# Спешнево-Ивановское
Спе́шнево-Ива́новское — село Данковского района Липецкой области. Центр Спешнево-Ивановского сельского поселения. Стоит на реке Вязовке.

## История

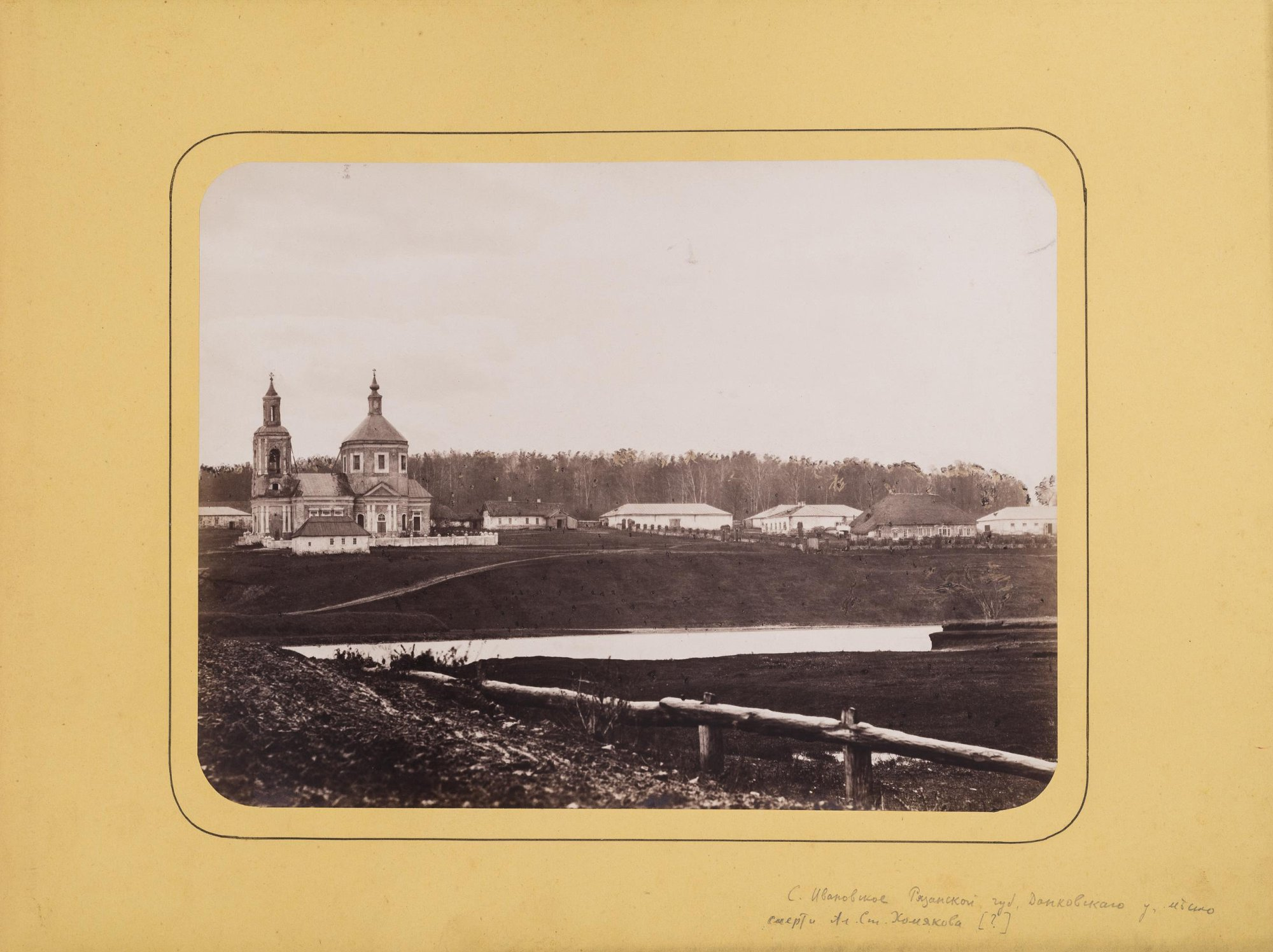
Село Ивановское.(место смерти А.С.Хомякова). 1880-е гг.

Под названием Спешнево (по фамилии служилого человека) существовало во второй половине XVI века. В 1618 году разорено гетманом П. Сагайдачным. Позднее восстановлено (упоминается в документах 1628 и 1646 годов.
В переписной книге 1710 года отмечается, что в селе был двор полковника И. Е. Спешнева. Село в начале XIX века называлось  Ивановское (Специальная карта Шуберта 1820-х годов), на карте середины XIX века (Атлас Менде) село имеет двойное название Ивановское (Спешное), на карте Рязанской губернии 1899 года — Ивановское, на карте РККА 1940 года — Спешнево (Иваново).   А затем (судя по карте Липецкой области) не позже 1976 года стало Спешнево-Ивановским.

### Церковь иконы Божией Матери «Знамение»
Церковь возведена в 1791 году. Позднее барокко с элементами раннего классицизма. Построен на средства помещицы кн. Ф. Ф. Барятинской.
Вместо деревянной, построение каменной церкви в честь Знамения Пресвятыя Богородицы с приделами Казанским и Предтеченским начато в первой половине XVIII столетия. В 1749 г. дозволено было освятить на новом антиминсе придел Казанский, в октябре 1764 г. подпоручик Василий Семенович Плохов просил дозволение на освящение кам. Знаменской новопостроенной церкви, освящение придела Предтеченского относится уже к нынешнему столетию. В 1870 г. церковь была перекрыта, а в 1875 г. — оштукатурена внутри и снаружи и исправлена была находящаяся вокруг церкви ограда.

## Население
| 1859 | 1906 | 2010 |
| ---- | ---- | ---- |
| 397  | ↗526 | ↗729 |

## Известные уроженцы
В XIX веке здесь было имение поэта и философа А. С. Хомякова, который здесь жил и умер в 1860 году.